# 林勇 (1960年)
林勇（1960年1月—），广东汕头人，汉族，中国民主建国会会员。中华人民共和国政治人物、第十三届全国人民代表大会广东省代表。

## 生平
2018年，林勇被选为广东省出席第十三届全国人民代表大会代表。
2021年，在全國人大提出，為防止遊戲玩家沉迷打遊戲，建議規定在工作日期間規範遊戲伺服器開放時間，於晚上11點到隔日8點禁止服務未成年玩家，在凌晨2點至隔日8點也禁止服務成年玩家，廣受議論。